# Aeroclub Barcelona-Sabadell
Aeroclub Barcelona-Sabadell je velik motorni aeroklub, ustanovljen leta 1953, kot rezultat združitve dveh letalskih klubov v Kataloniji, Barcelone 1930 in Sabadella 1931. AeroClub Barcelona Sabadell izvaja svoje dejavnosti na letališču Sabadell (Barcelona), na letališču La Cerdaña (Gerona) in na letališču Seo de Urgell (Lleida). Sedež ima na letališču Sabadell, kjer poteka večina dejavnosti motornega letenja. Aeroklub je bil in ostaja eden najpomembnejši in največjih v Španiji.

## Flota
Floto AeroClub Barcelona-Sabadell sestavlja skupno 43 letal (27 SEP, 4 MEP, 3 helikopterje, 3 akrobate in 6 jadrilic) in dva simulatorja letenja. 
| Letalo                | Izvor    | Opomba     |
| --------------------- | -------- | ---------- |
| Cessna 152            | ZDA      |            |
| Cessna 152            | ZDA      |            |
| Cessna 152            | ZDA      |            |
| Cessna 152            | ZDA      |            |
| Cessna 152            | ZDA      |            |
| Cessna 172N Skyhawk   | ZDA      |            |
| Cessna 172N Skyhawk   | ZDA      |            |
| Cessna 172N Skyhawk   | ZDA      |            |
| Cessna FR172J Skyhawk | ZDA      |            |
| Cessna FR172J Skyhawk | ZDA      |            |
| Cessna C172R G1000    | ZDA      |            |
| Cessna C172R G1000    | ZDA      |            |
| Cessna C172R G1000    | ZDA      |            |
| Cessna C172S G1000    | ZDA      |            |
| Cessna C172S G1000    | ZDA      |            |
| Cessna C182T G1000    | ZDA      |            |
| Cessna C182T G1000    | ZDA      |            |
| Pitts Special S-2B    | ZDA      | Akrobatsko |
| Piper PA-23-250 Aztec | ZDA      | Večmotorno |
| Piper PA-23-250 Aztec | ZDA      | Večmotorno |
| Tecnam P2006T         | Italija  | Večmotorno |
| Tecnam P2006T         | Italija  | Večmotorno |
| Robinson R44          | ZDA      | Helikopter |
| Robinson R44 Cadet    | ZDA      | Helikopter |
| Mudry CAP-10B         | Francija | Akrobatsko |
| Zlin Z-50             | Češka    | Akrobatsko |

| Naprava         | Izvor    | Opomba |
| --------------- | -------- | ------ |
| Tecnam P92      | Italija  | UL     |
| Tecnam P92      | Italija  | UL     |
| Tecnam P92      | Italija  | UL     |
| Aeroprakt A22L2 | Ukrajina | UL     |

## Zgodovina
Aeroclub Barcelona-Sabadell je nastal z združitvijo dveh aeroklubov leta 1953. AeroClub Barcelona, ustanovljenega leta 1930 in AeroClub de Sabadell y del Vallés, ustanovljenega leta 1931.
Ta dva aerokluba sta bila v tistem času najpomembnejša subjekta, ki sta izvajala velik del letalskih dejavnosti v Kataloniji. Po letih razvoja in sijajnega delovanja je izbruhnila španska državljanska vojna, ki je popolnoma prekinila razcvet, ki sta ga doživljala do takrat.
V začetku štiridesetih let dvajsetega stoletja je ponovno začel delovati Aeroclub de Barcelona, ki mu je leta 1946 sledil Aeroclub de Sabadell y del Vallés.
Prišel je razvoj industrije, trgovine in turizma, kar je povzročilo veliko širitev in razvoj komercialnega letalstva, kar je povzročilo nezdružljivost med komercialnimi in športnimi zračnimi dejavnostmi, kar je privedlo do paralize Barcelona Aerocub na barcelonskem letališču. Takrat je bilo predsednikoma Aeroclub de Barcelona in Aeroclub de Sabadell y Vallés pri oceni stroškov izgradnje novega letališča, ki bi nadomestilo dejavnost Aeroclub de Barcelona, predlagano, da združita moči za razvoj aeronavtike, šport in letalstvo nasploh. Do združitve obeh aeroklubov je prišlo 27. julija 1953.
Rezultat združitve je bil takojšen in izreden, saj so bile izvedene izboljšave v objektih Sabadell. Aeroklub Barcelona-Sabadell je bil od svoje ustanovitve aktiven udeleženec večine letalskih dogodkov, organiziranih v Španiji, festivalov, tekmovanj in si je hitro prislužil naziv "najboljši aeroklub v Španiji".
Leta 1955 je Aeroklub Barcelona-Sabadell skupaj s partnerji imel 36 letal.
Treba je poudariti, da je že konec šestdesetih let od 28.366 ur letenja 33 španskih aeroklubov 7.033 ur odletel Aeroklubu Barcelona-Sabadell. Od 245 izdanih certifikatov zasebnega pilota jih je bilo 53 za šolo Aeroclub Barcelona-Sabadell z 850 člani.
Skozi zgodovino Aerokluba Barcelona-Sabadell je več pilotov opravilo pomembne polete, ki so prispevali k dejstvu, da je Aeroklub Barcelona-Sabadell pionir pri spodbujanju vseh vrst zračnih dejavnosti.
Za primer izpostavljamo let leta 1973 Barcelona-Otok Bali (Indonezija), ki sta ga opravila pilota aerokluba Lluis Malagarriga in Antoni Almirall. Prevozili so 32.000 km v 29 etapah na krovu Beechcraft Bonanza, leta 1975 Mariusa Rotllanta, ki je opravil pot Barcelona-Rovaniemi z enomotorcem Bellanca in prečkal arktični krog, istega leta José Maria Pérez de Lucia, Xavier Casanovas , Narcís Parera in Jordi Valla opravita let Oklahoma-Barcelona čez severni Atlantik preko Grenlandije. Leta 1989 je pilot Francisco Irigoyen sam preletel Atlantik na krovu enomotornega letala Mooney, leta 1992 sta pilota Pere Valls in Francesc Berga s štiristopenjskim letom dosegla Arktični krog. Že pred kratkim leta 2001 sta pilota letalskega kluba Angel Anglada in José Luis Borras na krovu Mooneyja med drugimi pomembnimi poleti odpotovala iz Sabadella na Zelenortske otoke
Jadralno letenje je bilo med prvimi dejavnostmi aeroklub, tako se je leta 1967 rodila Jadralna sekcija Aerokluba Barcelona-Sabadell, ki je kasneje postala Igualada-Òdena Sailing Vol Club. Aeroklub Barcelona-Sabadell je leta 1999 ponovno ustanovil jadralni center s šolo na letališču La Cerdanya.
Aeroklub Barcelona-Sabadell je bil ob koncu šestdesetih let dvajsetega stoletja edini, ki je imel lastno opremo, primerno za vadbo akrobacij in bogate izkušnje na tem področju glede na zanimanje šole za promocijo tovrstnega letenja. Tako je leta 1965 in 1966 Aeroklub Barcelona-Sabadell organiziral 1. in 2. državno prvenstvo v akrobatskem športu. Od leta 1985 se je ta dejavnost utrdila, kar se je v zgodovini Aerokluba Barcelona-Sabadell bolj ali manj redno izvajalo, in takrat je nastal Akrobátski klub Bacelona-Sabadell. V dolgi zgodovini akrobatike je bilo več pilotov prvakov Španije v različnih kategorijah.
Helikopterska sekcija, čeprav novejša v zgodovini, je bila in je tudi del Aerokluba Barcelona-Sabadell, vključitev v pilotsko šolo je povzročila kontinuiteto v tej športni zvrsti. Sabadell je eden redkih klubov v Španiji, ki izvajajo letenje s helikopterji.
Padalstvo je bilo del Aerokluba Barcelona-Sabadell od leta 1974, vendar je bila leta 1976 ustanovljena padalska sekcija z ustanovitvijo ParaClub Barcelona-Sabadell. Sekcija je v svojih najboljših časih štela 110 članov in letno so opravili 6000 skokov.
Kar zadeva zračna tekmovanja, je Volta Aèria de Catalunya del zgodovine Aerokluba Barcelona-Sabadell od njegove ustanovitve, neprekinjeno poteka od leta 1956 in je še danes referenčno tekmovanje za vrhunske športnike.
Letalski festivali so bili tudi zelo pomemben del zgodovine Aerokluba Barcelona-Sabadell, pravzaprav se od leta 1953 praznuje praznik Device iz Loreta, zaščitnice letalstva, čeprav se je to praznovanje s časom in okoliščinami spreminjalo.  Letalski festival Festa al Cel je bil tudi dogodek, ki ga promovira Aeroclub Barcelona-Sabadell od njegove ustanovitve leta 1992 v Barceloni, kasneje pa še v Mataróju in Lleidi. Danes ga organizira Estudio Brainstorm, S.L. v sodelovanju z Aeroklubom Barcelona-Sabadell med letalskimi festivali v Španiji najbolj izstopa po svoji spektakularnosti.
Aeroklub Barcelona-Sabadell je bil in ostaja najpomembnejši motor športnega letalstva v Kataloniji in eden glavnih motorjev letalstva v Španiji.